# أسامة السعدي
أسامة السعدي، محامي وسياسي فلسطيني ينتمي لمواطني إسرائيل العرب، ولد في قرية عرابة في الجليل الاسفل في (1 يناير 1963)، نائب في الكنيست الإسرائيلية، عن الحركة العربية للتغيير، وضمن القائمة المشتركة التي تجمع اربع احزاب عربية في إسرائيل. في انتخابات الكنيست ال 20 نجح أسامة سعدي من الالتحاق بالكنيست مع القائمة المشتركة في المقعد الثاني عشر.
درس السعدي القانون في الجامعة العبرية في القدس كما وكان رئيس مجلس الطلاب العرب فيها. عمل كمحامٍ وترافع عن أسرى امنيين وعن أعضاء المجلس التشريعي الفلسطيني من القدس الشرقية الذين طردوا إلى الأراضي الفلسطينية الضفة الغربية وقطاع غزة. يشغل السعدي منصب الأمين العام للحركة العربية للتغيير منذ تأسيسها عام 1996. كما وتجمعه علاقة مقربة من زميله في الحزب الدكتور أحمد طيبي.
قدم استقالته من الكنيست يوم 18/9/2017، ضمن تطبيق اتفاق التناوب بين القائمة مركبات القائمة المشتركة، وقدمت الاستقالة بتأخير شهرين عن موعدها وفق الاتفاق نتيجة لخلاف في تفسير اتفاق التناوب بين الاحزاب.
السعدي متزوج وله خمسة أبناء ومقيم في مدينة القدس.